# فيليب جيمس بيلي
فيليب جيمس بيلي (بالإنجليزية: Philip James Bailey) (و. 1816 – 1902 م) هو شاعر، ومؤلف، وكاتب بريطاني، ولد في نوتنغهام، توفي في نوتنغهام، عن عمر يناهز 86 عاماً.

## روابط خارجية
- فيليب جيمس بيلي على موقع الموسوعة البريطانية (الإنجليزية)